# 軽量戦闘車両システム
軽量戦闘車システム（けいりょうせんとうしゃシステム、Light-weight Combat Vehicle (LCV) System）は、防衛装備庁が研究試作を計画している装輪装甲車である。

## 概要
陸上自衛隊の普通科部隊が装備する軽量コンパクトでありながら機動力・防御力・火力を有する多機能な戦闘車両であり、軽装備・少人数の部隊とネットワークで連接することで、非対称戦闘・島嶼部侵攻対処などの新たな脅威や多様な事態に対応することができる。
車体は事前評価によれば｢砲弾等の爆発物からの破片及び爆風から乗員を防護し機動性を有する防護車体｣とあり、防衛省技術研究本部の2010年パンフレットによるとインホイールモーターによるハイブリッド駆動方式となっており、かつIEDに対処するためV字底面を採用しつつ車両底板高さを可変とし残存性の向上と走行の安定性の両立を目指す意欲的な設計である。

### 火力
武装については｢軽量かつ遠隔操作が可能で、直接照準と高射角射撃による間接照準に両用できる軽量低反動火砲｣とされておりNEMOと同様の砲塔型迫撃砲と目されていたが、技術研究本部の2010年パンフレットによると大口径デュアルリコイル方式の無人砲塔とされており、こちらもかなり意欲的なものと予想される。
また、使用される弾薬は多種多目標対処弾といい、ネットワーク経由による間接照準により遮蔽越し目標への上空起爆による攻撃能力や、直接照準による構造物壁面開口後の最適起爆による攻撃能力を有するとされている。
近接戦闘車に装備される国産開発の40mmテレスコープ弾機関砲同様、時限信管に炸裂までの時間等を設定可能な弾種だと予想される。